# Warren G. Magnuson

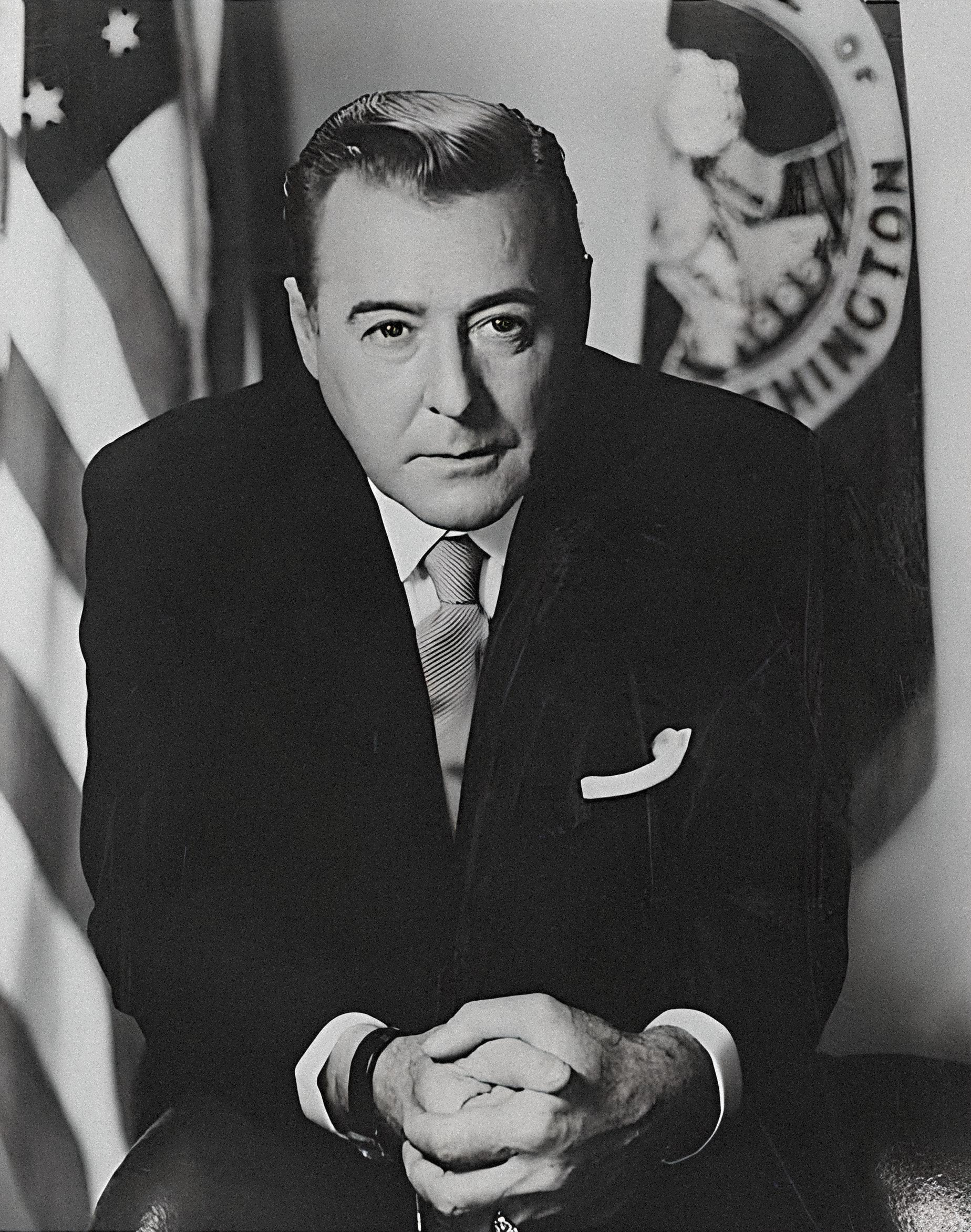
Warren G. Magnuson

Warren Grant Magnuson (* 12. April 1905 in Moorhead, Minnesota; † 20. Mai 1989 in Seattle, Washington) war ein US-amerikanischer Politiker der Demokratischen Partei. Er vertrat den Bundesstaat Washington in beiden Kammern des Kongresses.

## Politik
Magnuson, dessen Eltern aus Norwegen und Schweden stammten, war zunächst als Staatsanwalt im King County tätig; zudem war er Mitglied des Staatsparlaments von Washington. 1936 wurde er ins US-Repräsentantenhaus gewählt; er nahm dort den Platz von Marion Zioncheck nach dessen Selbstmord ein. Bei den drei folgenden Wahlen wurde Magnuson jeweils im Amt bestätigt. Nach dem Angriff auf Pearl Harbor gehörte er zu den energischsten Verfechtern des Eintritts der USA in den Krieg.
1944 wechselte er dann in den US-Senat, wo er dem ins Appellationsgericht gewechselten Homer Bone folgte. Wenig später wurde er zum Militär eingezogen und diente während des Zweiten Weltkriegs für einige Monate auf dem Flugzeugträger Enterprise. Dort war er Zeuge einiger heftiger Schlachten im Pazifik, ehe Präsident Franklin D. Roosevelt die Kongressabgeordneten im aktiven Dienst nach Hause zurückbeorderte.
1950, 1956, 1962, 1968 und 1974 gelang Warren Magnuson jeweils die Wiederwahl. Während seiner gesamten Zeit im Senat war er Mitglied des Handelsausschusses; in seiner letzten Amtsperiode gehörte er überdies dem Ausschuss für die Bereitstellung finanzieller Mittel an. Nachdem er fast drei Jahrzehnte lang gemeinsam mit seinem Freund Henry M. Jackson (seit 1953) als Demokraten-Gespann den Staat Washington im Senat vertreten hatte, unterlag er schließlich bei der Wahl 1980 dem Republikaner Slade Gorton. Als er den Senat im Januar 1981 verlassen musste, war er dessen dienstältestes Mitglied (dean).
In Erinnerung blieb er politisch unter anderem durch den nach ihm benannten Magnuson Act von 1943, der es Chinesen nach 60 Jahren wieder erlaubte, in die Vereinigten Staaten einzureisen; bereits dort lebende Chinesen durften erstmals die US-Staatsbürgerschaft beantragen. Er machte sich zudem dafür stark, Supertankern die Fahrt durch den Puget Sound zu verwehren.

## Privatleben
Warren Magnuson heiratete 1928 Peggins Maddieux, die im Jahr zuvor den Schönheitswettbewerb Miss Seattle gewonnen hatte. Nach seiner Scheidung 1935 wurde er in der Begleitung zahlreicher gesellschaftlich bekannter Frauen gesehen. In zweiter Ehe war er von 1964 bis zu seinem Tod am 20. Mai 1989 mit Jermaine Peralta verheiratet.

## Würdigungen
An der University of Washington wurde ein Gebäudekomplex der medizinischen Fakultät 1970 nach Warren Magnuson benannt: Das Warren G. Magnuson Health Sciences Building zählt zu den größten Gebäuden der Welt. 1977 erhielt der Park von Seattle den Namen Magnuson Park. Die Demokratische Partei des Staates Washington richtet zu seinen Ehren ein jährliches Dinner aus. Auch das Institut für Krankenpflege in Spokane trägt seinen Namen.